# Jessier Quirino
Jessier Quirino (Campina Grande, 30 de abril de 1954) é um arquiteto, poeta, compositor, intérprete e colunista de rádio brasileiro. 
Em 1996, lançou seu primeiro livro, Paisagem de Interior, pelas Edições Bagaço. Na sua incursão literária, publicou ainda os livros : Agruras da Lata D'Água; Prosa Morena; Bandeira Nordestina; Berro Novo; Papel de Bodega; os livros infantis: Miudinha; e Chapéu Mau e Lobinho Vermelho; o infanto-juvenil e adulto O Causo da Cobra Branca; o DVD: Vizinhos de Grito; e a peleja: Galos de Campina, em parceria com o escritor Bráulio Tavares. 
Suas obras livrescas, em geral, são acompanhadas de CDs, contendo poemas, causos e canções autorais com participações de artistas e parceiros como Dominguinhos, Xangai, Vital Farias, Silvério Pessoa, Maciel Melo, Maestro Spok, Josildo Sá, Túlio Borges e Santanna. 
Numa diferente vertente artística, encarnando o personagem Euclydes Villar, fez parte do elenco da minissérie A Pedra do Reino, do dramaturgo Ariano Suassuna, veiculada pela Rede Globo em 2007.
No dia 9 de junho 2017, estreou a coluna "Enxerida no Contexto" na CBN João Pessoa.
No Youtube, Jessier comanda o canal Papel de Bodega, um espaço para entrevistas, poesia e humor.

## Obras

### Poesia e causos[4]
- Agruras da Lata D'Água;
- Prosa Morena;
- Bandeira Nordestina;
- Berro Novo;
- Papel de Bodega

### Infantis
- Miudinha;
- Chapéu Mau e Lobinho Vermelho

### Infanto-juvenil
- O Causo da Cobra Branca

### Outros
- DVD: Vizinhos de Grito;

- Galos de Campina, em parceria com o escritor Bráulio Tavares.

### Música
Composição de Jessier Quirino, o Bolero de Isabel já foi gravado por Maciel Melo, Silvério Pessoa, Xangai, Juraildes da Cruz e Juliana Linhares. Em parceria com Túlio Borges, Jessier compôs Bailarina, que também ganhou interpretação da cantora Mônica Salmaso. Em 2020, Quirino convidou o cantor Chico César para gravar em dueto o samba de latada Caboca da Borborema.